# Anne Mette Samdal
Anne Mette Samdal (Trondheim, Noruega; 15 de junio de 1971) es una jugadora de curling en silla de ruedas  y corredora de velocidad en trineo de hielo noruega.

## Biografía
Samdal nació el 5 de junio de 1971 en Trondheim.

## Carrera
Como corredora de trineo de hielo, participó en los Juegos Paralímpicos de invierno de 1998 y ganó dos medallas de oro en los eventos de 100 m y 500 m LW11.
Como jugadora de curling participó en los Juegos Paralímpicos de Invierno 2010 y 2014. Fue campeona de curling adaptado en 2008.

## Equipos y eventos de curling
| Temporada | Skip           | Third              | Second             | Lead              | Alterno           | Entrenador        | Eventos              |
| --------- | -------------- | ------------------ | ------------------ | ----------------- | ----------------- | ----------------- | -------------------- |
| 2007-08   | Rune Lorentsen | Jostein Stordahl   | Geir Arne Skogstad | Lene Tystad       | Anne Mette Samdal | Thoralf Hognestad | WWhCC 2008 null      |
| 2008-09   | Rune Lorentsen | Geir Arne Skogstad | Jostein Stordahl   | Anne Mette Samdal | Lene Tystad       | Thoralf Hognestad | WWhCC 2009 (séptimo) |
| 2009-10   | Rune Lorentsen | Jostein Stordahl   | Geir Arne Skogstad | Lene Tystad       | Anne Mette Samdal | Per Christensen   | WPG 2010 (noveno)    |
| 2013–14   | Rune Lorentsen | Jostein Stordahl   | Anne Mette Samdal  | Terje Rafdal      | Sissel Løchen     | Ole Ingvaldsen    | WPG 2014 (octavo)    |